# 원상회복
원상회복(原狀回復, restitution)이란 불법행위나 계약의 해제로 인해 원래 상태로 복귀시켜야 할 의무가 생긴다. 계약금등 계약전 상태로 복귀시키는 것을 원상회복이라 한다. 원상회복 혹은 복구에 대한 것은 다른 판결에서 알 수 있듯이 여러 판단 기준이 판단 여하에 큰 기준이 된다. 원인이 되는 사건의 종류는 판결을 내거나 할 때 논쟁의 대상이 되기도 하며 그 정도가 판단 기준에 가장 큰 요소가 된다.

## 판례
매매계약이 해제된 경우 매수인이 매매목적물을 이용하였다면 그 사용으로 인한 이익을 매도인에게 반환하여야 할 것이지만, 사용에 따라 감가 내지 소모가 되는 요인이 발생하였다고 하더라도 그것을 훼손으로 볼 수 없는 한 별도로 그 감가비 상당액을 원상회복으로 반환하여야 할 의무가 있다고 볼 수는 없다.